# Offshore-Windpark Belwind
Belwind (auch Bligh Bank Phase I) ist ein Offshore-Windpark in der Ausschließlichen Wirtschaftszone von Belgien in der südlichen Nordsee. Als Erweiterung wurde der nahegelegene Offshore-Windparks Nobelwind realisiert. Belwind kann rechnerisch 160.000 Haushalte versorgen.
Die 56 Windkraftanlagen haben insgesamt eine installierte Leistung von 171 MW. Es wurden anfangs 55 Turbinen vom Typ Vestas V90-3MW verbaut.
2013 wurde eine Turbine vom Typ Alstom Haliade 150-6 MW zu Testzwecken dem Park hinzugefügt. Diese war zum Zeitpunkt der Installation die Offshore-Windkraftanlage mit der größten installierten Leistung und dem größten Rotordurchmesser. Sie wurde auf einem Jacket-Fundament errichtet. Das Gesamtgewicht beträgt 1.500 Tonnen.